# Alan Ciku
Alan Ciku is een Belgisch jiujitsuka.

## Levensloop
Ciku behaalde in de gewichtsklasse -77kg eenmaal goud (2016), eenmaal zilver (2017) en eenmaal brons (2015) in de discipline ne waza op de wereldkampioenschappen. 